# Louis Plack Hammett
Louis Plack Hammett (* 7. April 1894; † 9. Februar 1987) war ein US-amerikanischer Physikochemiker.
Bekannt wurde er durch die nach ihm benannte Hammett-Gleichung, die einen quantitativen Zusammenhang zwischen Reaktionsraten und Gleichgewichtskonstanten herstellt. Zur Quantifizierung der Säurestärke von Supersäuren entwickelte er die Hammettsche Aciditätsfunktion. Zudem war er Mitverfasser des Curtin-Hammett-Prinzips.
Hammett wuchs in Portland (Maine) auf, studierte an der Harvard University und in der Schweiz und wurde 1922 an der Columbia University bei Hal T. Beans mit der Arbeit Experimental studies on the hydrogen electrode promoviert. Er verfasste unter anderem das Standardwerk Physical Organic Chemistry in Physikalischer Organischer Chemie.
1943 wurde Hammett in die National Academy of Sciences gewählt.